# Dorohanivka, Solone
Dorohanivka (în ucraineană Дороганівка) este un sat în comuna Vasîlivka din raionul Solone, regiunea Dnipropetrovsk, Ucraina.

## Demografie
Componența lingvistică a localității Dorohanivka
     Ucraineană (90,7%)
     Rusă (6,98%)
Conform recensământului din 2001, majoritatea populației localității Dorohanivka era vorbitoare de ucraineană (90,7%), existând în minoritate și vorbitori de rusă (6,98%).